# Кузњечноје
Кузњечноје, до 1949. Карлахти (рус. Кузнечное, фин. Kaarlahti) насељено је место са административним статусом варошице (рус. посёлок городского типа) на северозападу европског дела Руске Федерације. Налази се на северозападу Лењинградске области и административно припада Приозерском рејону.
Према проценама националне статистичке службе за 2015. у вароши је живело 4.390 становника.
Статус насеља урбаног типа, односно варошице носи од 1961. године.

## Географија
Варошица Кузњечноје налази се у северозападном делу Лењинградске области, у источном делу Карелијске превлаке недалеко од обале језера Ладога и границе према Карелији. Варошица се налази на неких 20 километара удаљености од административног центра рејона града Приозерска, односно на неких 200 километара северно од Санкт Петербурга.

## Историја
Село Карлахти у писаним изворима се помиње још од XVI века и од свог оснивања наизменично се налазило у границама Шведске и Русије. Од средине XVIII века постаје делом Виборшке губерније, а од 1812. постаје интегралним делом Финског војводства (северозападне покрајине Руске Империје).
До интензивнијег развоја села долази тек почетком XX века након што је на том подручју започела интензивнија експлоатација гранита. У периоду од 1917. до 1940. било је у саставу Финске, да би по окончању Зимског рата прешло у границе Совјетског Савеза. Садашње име носи од 1949. године. Административни статус урбаног насеља типа варошице носи од 1961. године.

## Демографија
Према подацима са пописа становништва 2010. у вароши је живело 4.458 становника, док је према проценама националне статистичке службе за 2015. варошица имала 4.390 становника.
| 1939. | 1959. | 1970. | 1979. | 1989. | 2002. | 2010. | 2015. |
| ----- | ----- | ----- | ----- | ----- | ----- | ----- | ----- |
| ---   | ---   | 3,365 | 4,348 | 5,017 | 4,738 | 4,458 | 4,390 |

## Привреда
Најважнија привредна делатност у варошици је експлоатација гранита. Стене које се налазе недалеко од вароши популарна су туристичка дестинација за љубитеље пењања.